# Brook (Wight)
Brook – wieś w Anglii, na wyspie Wight. Leży 13 km na południowy zachód od miasta Newport i 133 km na południowy zachód od Londynu.